# Alan Duff

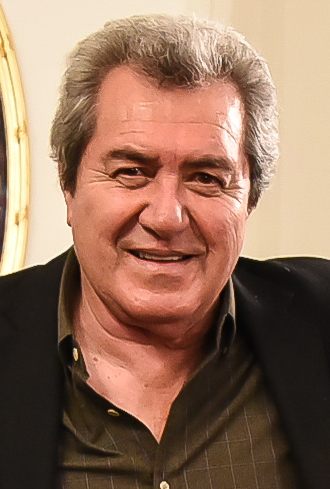
Alan Duff

Alan Duff (* 1950 in Rotorua, Neuseeland) ist ein neuseeländischer Schriftsteller.

## Leben
Duff wurde als Sohn des europäischen Naturwissenschaftlers Gowan Duff und der Māori Kuia Hinau 1950 in Rotorua, Neuseeland geboren, wo er auch aufwuchs. Nach der Trennung seiner Eltern lebte er bei verschiedenen Verwandten, bevor er wegen großer Schwierigkeiten in einem Erziehungsheim untergebracht wurde. Die dortigen Erfahrungen hat er in seinem 1999 erschienenen Roman „Out of the Mist and Steam“ verarbeitet. Im Anschluss an diese Zeit arbeitete er kurz als Installateur, um im Anschluss daran für einige Jahre nach London zu ziehen.
Wieder zurück in Neuseeland ist er seit 1985 als freier Schriftsteller und Kolumnist für diverse Zeitungen tätig. Seine Kritiken an der Neuseeländischen Politik sind umstritten und bieten oft Grund für Diskussionen. Ein immer wieder von ihm aufgegriffenes Thema, sowohl in Romanform als auch in seinen Kolumnen, ist das heutige Leben der Urbevölkerung Neuseelands (Māori). Einen Grund für deren soziale Probleme sieht er unter anderem im Mangel an Ausbildungsmöglichkeiten. Mit Hilfe des 1995 von ihm ins Leben gerufenen „Books in Homes“ – Hilfsprogramms, welches jährlich 80.000 Bücher an Neuseeländische Kinder verschenkt, möchte er die Situation verbessern und vor allem Probleme wie Analphabetismus bekämpfen.
Weltweite Bekanntheit erreichte er 1990 mit seinem Roman „Once were Warriors“, für den er mit dem P.E.N. Best-First-Book-Award ausgezeichnet wurde. Der Roman wurde mit Temuera Morrison und Rena Owen verfilmt. Die Romane „What Becomes of the Broken Hearted?“ und „Jake´s Long Shadow“ sind die Fortsetzungen von „Once were Warriors“. „What Becomes of the Broken Hearted?“ wurde 1999 verfilmt. Alan Duff war neben Temuera Morrison nicht nur der Produzent dieses Filmes, er schrieb auch das Drehbuch dafür.
Heute lebt Alan Duff mit seiner Frau in Frankreich.

## Werke
- Once Were Warriors, Tandem, Auckland, 1990
- One Night out Stealing, Tandem, Auckland, 1991
  - Warriors, aus dem Englischen von Gabriele Pauer; Unionsverlag, Zürich 2008 ISBN 978-3-293-20428-7
- Maori: The Crisis and the Challenge, HarperCollins, Auckland, 1993
- What Becomes of the Broken Hearted?, Vintage, Auckland, 1996
- Out of the Mist and Steam, Tandem, Auckland, 1999
- Jake´s Long Shadow, Vintage, Auckland, 2002
- Dreamboat Dad, Vintage, Auckland, 2008
- Who sings for Lu?, Vintage, Auckland, 2009

## Verfilmungen
- 1994: Die letzte Kriegerin (Once were warriors) – Regie: Lee Tamahori
- 1999: What Becomes of the Broken Hearted? – Regie: Ian Mune